# Unfinished Music No.1: Two Virgins
Unfinished Music No. 1: Two Virgins este un album lansat de John Lennon și Yoko Ono în 1968. Rezultatul unei sesiuni de înregistrări de experimente muzicale avută loc într-o singură seară la studioul din casa lui Lennon în Kenwood, albumul de debut al lui John și Yoko rămâne cunoscut pentru conținutul său avangardistic dar și pentru coperta sa. Titlul albumului a fost inspirat din sentimentul cuplului, acela de a fi "doi inocenți într-o lume nebună" dar și din faptul că după înregistrarea albumului cei doi și-au consumat pentru prima dată relația. 
Înregistrarea constă în diferite instrumente încercate de Lennon, efecte sonore și conversații avute de Lennon cu Yoko Ono. 
Two Virgins a fost al doilea album lansat de Apple Records după albumul lui George Harrison, Wonderwall Music. Albumul a fost distribuit de Track Records în Regatul Unit și de către Tetragrammaton Records în SUA după ce EMI în Regatul Unit și Capitol Records în SUA au refuzat să-l distribuie datorită coperții sale. Cuplul a lansat la scurtă durată o înregistrare similară numită Unfinished Music No. 2: Life with The Lions. 

## Tracklist
1. "Two Virgins Side One" (14:14)
2. "Two Virgins Side Two" (15:13)

- Toate înregistrările au fost scrise de John Lennon și Yoko Ono.